# Cymbidium faberi
Cymbidium faberi је врста орхидеја из рода Cymbidium и породице Orchidaceae. Природно станиште је од Непала до Кине и Тајвана. Нису наведене подврсте у бази Catalogue of Life.